# Dolok Sagala
Dolok Sagala is een bestuurslaag in het regentschap Serdang Bedagai van de provincie Noord-Sumatra, Indonesië. Dolok Sagala telt 4135 inwoners (volkstelling 2010).